# Winkel (Alto Reno)
Winkel é uma comuna francesa na região administrativa de Grande Leste, no departamento Alto Reno. Estende-se por uma área de 7,88 km². Em 2010 a comuna tinha 314 habitantes (densidade: 39,8 hab./km²).